# Uma Pulga na Balança
Uma Pulga na Balança é um filme brasileiro de 1953, de gênero Comédia , dirigido pelo italiano Luciano Salce e produzido pela Companhia Cinematográfica Vera Cruz e distribuído pela Columbia Pictures. Estreia como diretor de Luciano Salce, natural da Roma, na Itália, vem ao Brasil em 1950 para trabalhar no Teatro Brasileiro de Comédia. O filme também contou com a estreia da atriz russa, naturalizada brasileira, Lola Brah.

## Sinopse
Um ladrão se deixa prender voluntariamente. Uma vez instalado na prisão, ele procura nos jornais, diariamente, os nomes mais ilustres falecidos e envia às suas famílias uma carta extremamente comprometedora, onde fica explícito que o falecido era seu parceiro num grande golpe. Essa maneira engenhosa de chantagem deixa consternada a família do morto, que se apressa em pagar-lhe para manter seu silêncio. A estória se desenrola num ambiente no qual a hipocrisia dos herdeiros contrasta com a vida alegre e feliz de Dorival em sua cela, onde recebe suntuosamente suas vítimas.

## Elenco
- Waldemar Wey (Dorival)[1]
- Gilda Nery (Dora)[1]
- Luiz Calderaro (Carlos)[1]
- Mário Sérgio (Juvenal)[1]
- Paulo Autran (Antenor)[1]
- Maurício Barroso[1]
- Ruy Affonso[1]
- Armando Couto[1]
- Jaime Barcellos[1]
- Célia Biar (amiga de Adelaide)[1]
- Lola Brah (Bibi)[1]
- Ermínio Spalla[1]
- José Rubens[1]
- Vicente Leporace (diretor da penitenciária)[1]
- Geraldo José de Almeida[1]
- John Herbert (Alberto)[1]
- Xandó Batista[1]
- Mário Senna[1]
- Labiby Madi (advogada)
- Maria Luiza Splendore[1]
- Tito Lívio Baccarini[1]
- João Rosa[1]
- Fausto Zip[1]
- Geraldo C. Ambrosi[1]
- Pilade Rossi[1]
- Benedito Corsi (Nicanor)[1]
- Nelson Camargo[1]
- Vicente Spalla[1]

## Premiações
- Prêmio Associação Brasileira de Cronistas Cinematográficos,1953, RJ, de Melhor Atriz para Gilda Nery.
- Prêmio Saci, 1953, SP, de Melhor Argumento para Fábio Carpi.
- Prêmio Saci, 1953, SP, de Melhor Fotografia para Ugo Lombardi.
- Prêmio Saci, 1953, SP,  de Melhor Cenografia para Italo  Bianchi.
- Prêmio Governador do Estado, 1953, SP, de Melhor Atriz para Gilda Nery.[2]